# Phoebe Gill
Phoebe Gill (* 27. April 2007 in St Albans) ist eine britische Mittelstreckenläuferin, die sich auf den 800-Meter-Lauf spezialisiert hat.

## Sportliche Laufbahn
Erste internationale Erfahrungen sammelte Phoebe Gill im Jahr 2023, als sie bei den Commonwealth Youth Games in Port-of-Spain in 2:02,30 min die Goldmedaille über 800 Meter gewann. Im Jahr darauf verbesserte sie im Mai den europäischen U18-Rekord von Marion Geissler-Hübner auf 1:57,86 min. Zudem qualifizierte sie sich für die Olympischen Sommerspiele in Paris, bei denen sie mit 1:58,47 min im Halbfinale ausschied.
2024 wurde Gill britische Meisterin im 800-Meter-Lauf.

## Persönliche Bestzeiten
- 800 Meter: 1:57,86 min, 11. Mai 2024 in Belfast (U18-Europarekord)
- 1500 Meter: 4:21,50 min, 28. August 2022 in Bedford